# Radio Arabella (Autriche)
Radio Arabella est une radio privée autrichienne. Elle est présente dans deux Länder, la Haute-Autriche et la Basse-Autriche. La dénomination et l'apparence visuelle sont basées sur la station sœur de Radio Arabella à Munich. Les stations semblent uniformes en Autriche, mais diffusent des programmes régionaux indépendants et ont chacune leur propre licence de radiodiffusion.

## Histoire
La station est fondée mi-2001 lorsque la modification de la législation sur les médias en 2001 permet pour la première fois en Autriche de fournir un système de radiodiffusion solide pour des radios publiques et privées. Le nom "Arabella" fait référence à Arabella Pongratz, la fille du fondateur de Radio Arabella Munich Josef Schörghuber. Radio Arabella commence à diffuser le 14 décembre 2001 sur 92.9 FM à Vienne.

## Diffusion
Radio Arabella diffuse le programme de Radio Arabella Vienne dans la zone de diffusion de Vienne, qui est également alimentée par les réseaux câblés d'UPC Austria (Vienne) et de kabelplus (Basse-Autriche). Depuis 2015, Radio Arabella exploite deux programmes de radio numérique terrestre pour la capitale sur la radio numérique DAB + - Arabella Rock et Radio Melodie. Depuis l'introduction des opérations régulières, le programme principal et le programme divisionnaire Arabella Relax sont transférés à Vienne.
En plus des programmes FM en direct de Radio Arabella Wien, Radio Arabella Niederösterreich und Radio Arabella Oberösterreich, le site Web de la station comprend également les programmes DAB + Arabella Rock et Radio Melodie ainsi que les webradios Arabella Arabella Holiday, Arabella Austropop, Arabella Lovesongs, Arabella Ti Amo, Arabella Christmas et Arabella Wiener Schmäh.
Dans la zone de diffusion de Basse-Autriche, Radio Arabella diffuse son programme sur les fréquences VHF et sur les réseaux câblés régionaux.
Radio Arabella Haute-Autriche peut être captée dans la zone de diffusion sur les fréquences VHF et dans les réseaux câblés régionaux.

## Marché
Radio Arabella détient une part de marché de 7% sur le marché régional de la radio privée de Vienne et occupe ainsi le premier rang des concurrents sur le marché global (plus de 10 ans). Toujours dans le groupe cible des 35 ans et plus, la station occupe la première position à Vienne avec une part de marché de 8%. Radio Arabella détient une part de marché de 6% dans le groupe cible des 14-49 ans.

## Programme
Radio Arabella émet sur 24 heures. Les informations sont régionales dans les rubriques divertissement, politique, sports.

## Format musical
Depuis le début de la diffusion en décembre 2001, la radio met en avant le schlager et les succès des années 1960 aux années 1990 et actuels.

## Événementiel
Une division « Événement » distincte organise des événements régionaux et des promotions pour les entreprises locales.

## Source, notes et références
1. ↑  (de) « Radiotest », sur RMS Austria (consulté le 11 mai 2020)

- (de) Cet article est partiellement ou en totalité issu de l’article de Wikipédia en allemand intitulé « Radio Arabella (Österreich) » (voir la liste des auteurs).